# Trzęsienie ziemi na Jamajce (1692)
Trzęsienie ziemi na Jamajce (1692) – silne trzęsienie ziemi o magnitudzie 7,7 M, które nawiedziło Port Royal na wschodnim wybrzeżu Jamajki 7 czerwca 1692 roku, po którym doszło do upłynnienia gruntu i tsunami; wskutek trzęsienia dwie trzecie miasta zostało zatopione. 

## Opis
Trzęsienie ziemi miało miejsce 7 czerwca 1692 roku przed południem. Współcześnie magnituda trzęsienia szacowana jest na 7,7 M, a intensywność początkowo oceniana na X w skali Mercallego, po analizie obrazów przedstawiających zniszczenia może być obniżona do VII. 
Po trzech silnych wstrząsach doszło do upłynnienia i zapadnięcia gruntu, po czym nastąpiło tsunami , wywołane przez nagłe przemieszczenie się podwodnych mas ziemnych. Wysokość fali szacowana jest na 1,8 m. 
Ziemia zapadła się i dwie trzecie Port Royal zostało zatopione  – z ponad 20 ha, 8 ha znalazło się na głębokości 3 m a 5 ha na głębokości ponad 10 m . Renny (1807) pisał: "Wszystkie nabrzeża zatonęły naraz, i w ciągu dwóch minut, dziewięć dziesiątych miasta zostało zalanych wodą, która wezbrała tak wysoko, że wlała się do najwyższych pomieszczeń kilku domów, które jeszcze stały. Wierzchołki najwyższych domów były widoczne w wodzie i otoczone masztami statków, które zostały zatopione wraz z nimi"

## Skutki
Liczba ofiar szacowana jest na 2000 w wyniku trzęsienia i zapadnięcia się ziemi, a kolejne 1000 w wyniku tsunami. Inne szacunki mówią o 2000 ofiar bezpośrednio w wyniku katastrofy i kolejnych 3000 zmarłych w wyniku odniesionych obrażeń .  